# Quilanga (kanton)
Quilanga – kanton w prowincji Loja, w Ekwadorze. Stolicą kantonu jest Quilanga.